# Górny Płaj

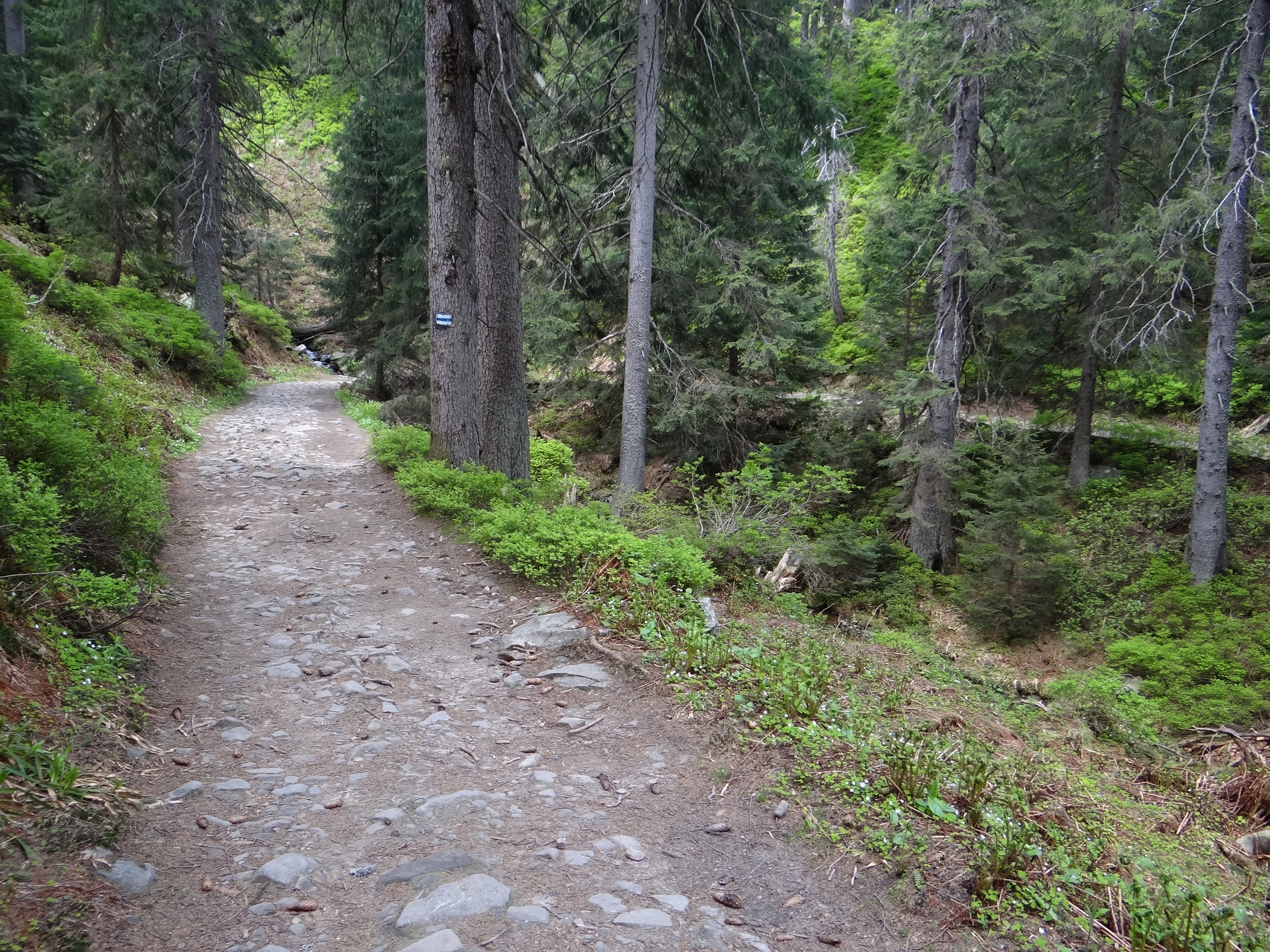
Górny Płaj

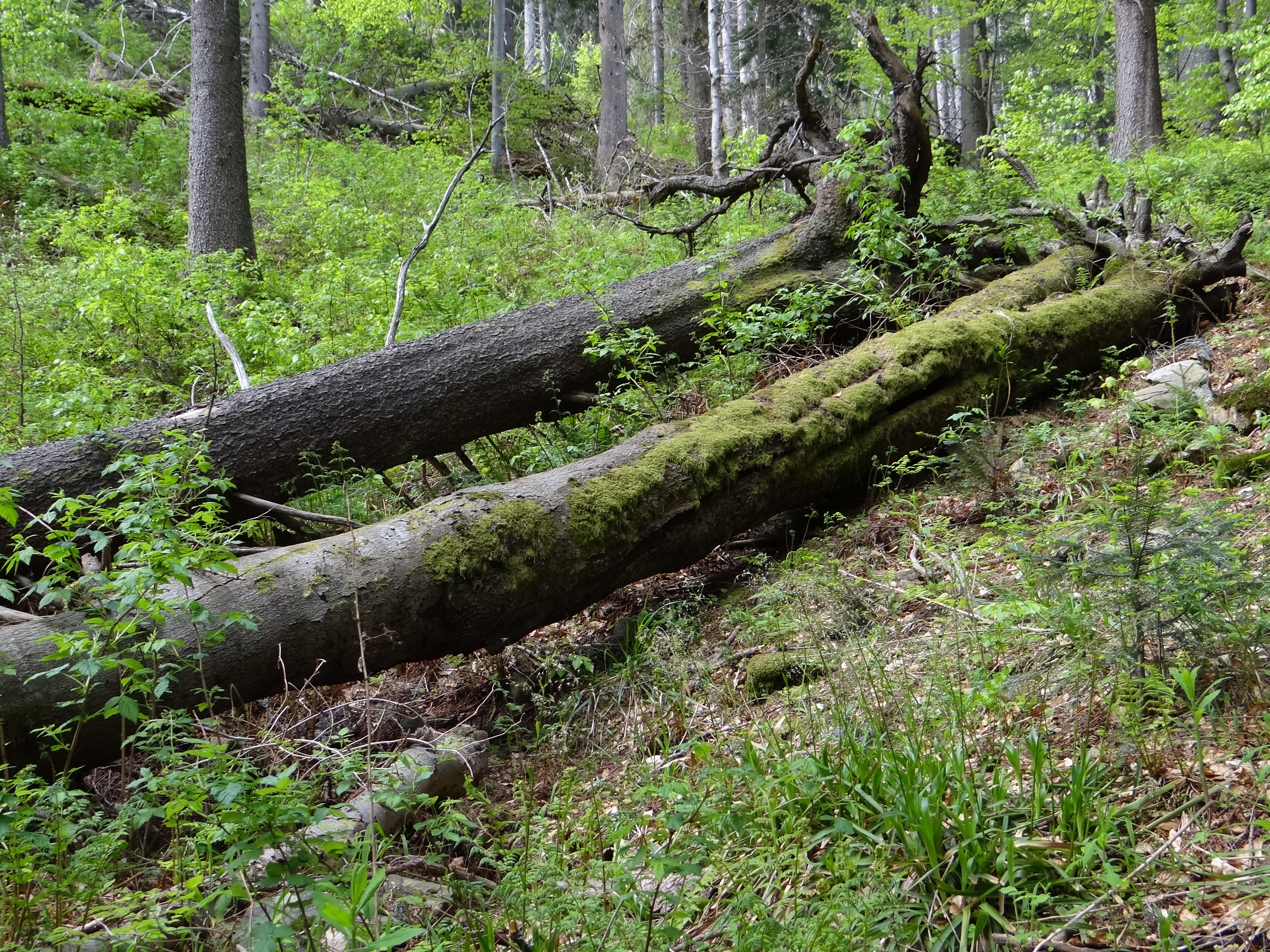
Powalone drzewa nie są usuwane

Górny Płaj – stara droga myśliwska na północnych stokach Babiej Góry w Paśmie Babiogórskim w Beskidzie Żywiecko-Orawskim (w regionalizacji według Jerzego Kondrackiego w Beskidzie Żywieckim)
Droga poprowadzona jest na wysokości 1000–1200 m n.p.m. Została wybudowana w II połowie XIX wieku (niektóre źródła mówią o 1883 r.) przez służbę leśną Habsburgów żywieckich, ówczesnych właścicieli tych ziem. Początkowo była to wąska droga dla jeźdźców na koniach, tzw. koniopłaj. Prowadzi ona z Zawoi Czatoży obok Grubej Jodły, przez Fickowe Rozstaje, następnie trawersuje północny stok Babiej Góry przez Markowe Szczawiny, ponad Mokrym Stawem przez Przełęcz Krowiarki, po czym schodzi w dół do Zawoi Policzne. Oprócz polowań służyła do objazdów rewirów i patrolowania lasów. W roku 1967 droga została poszerzona, następnie w roku 2015 droga została wysypana tłuczniem i ogrodzona drewnianym krawężnikiem. Obecnie jest wykorzystywana jako pieszy szlak turystyczny oraz jako droga transportowa do schroniska na Markowych Szczawinach.
Odcinek na szlaku niebieskim (od przełęczy Krowiarki do schroniska na Markowych Szczawinach) jest szczególnie bogaty w źródełka – jest ich tam 18, z tego 6 okresowych. Podróżując Górnym Płajem mija się dwa jeziorka (Mokry Stawek, największy w całym masywie Babiej Góry i Marków Stawek). Górny Płaj przecina dolinki 9 potoków. Poczynając od Krowiarek ku zachodowi kolejno są to: Żarnowski Potok, Słonowy, Sulowy Potok, Rybny Potok, Szumiąca Woda, Marków Potok, Cylowy Potok, Urwisko, Czarna Woda.
W pobliżu polany Czarna Cyrhel w przeszłości rosła Gruba Jodła – jeden z najpotężniejszych okazów jodły pospolitej w Beskidach. Górny Płaj biegnie mniej więcej granicą regla dolnego i regla górnego, niemal w całości przez las zdominowany przez świerki. W tym miejscu nie prowadzi się gospodarki leśnej, dużo drzew jest powalonych, atakowanych przez huby. Ingerencja człowieka polega jedynie na usuwaniu tarasujących drogę drzew.
Górny Płaj znajduje się w granicach wsi Zawoja, w województwie małopolskim, w powiecie suskim, w gminie Zawoja. Poniżej Górnego Płaju biegnie podobna droga leśna, zwana Dolnym Płajem, jednak na prawie całym odcinku niewykorzystana turystycznie.

## Szlaki turystyczne
Przełęcz Krowiarki – Mokry Stawek – Szkolnikowe Rozstaje – Skręt Ratowników – Skręt Partyzantów – Schronisko PTTK na Markowych Szczawinach. Czas przejścia 2 h. Dalej : Markowe Szczawiny – Fickowe Rozstaje – Żywieckie Rozstaje. Czas przejścia 1h.
Od szlaku odchodzą dwa inne:
 Perć Przyrodników: Szkolnikowe Rozstaje – Sokolica.
 Perć Akademików: Zakręt Ratowników – Diablak (szczyt Babiej Góry)